# El Guajolote
El Guajolote es una localidad de México perteneciente al municipio de Epazoyucan en el estado de Hidalgo.

## Geografía
Se encuentra en la Comarca Minera, en la Sierra de las Navajas. A la localidad le corresponden las coordenadas geográficas 20° 06’ 35.566” de latitud norte y 98° 36’ 09.676” de longitud oeste, con una altitud de 2722 m s. n. m.
En cuanto a fisiografía se encuentra dentro de las provincia del Eje Neovolcánico, dentro de la subprovincia de Llanuras y Sierras de Querétaro e Hidalgo; su terreno es de sierra. En lo que respecta a la hidrografía se encuentra posicionado en la región del río Panuco, dentro de la cuenca del río Moctezuma, en la subcuenca del río Metztitlán. Cuenta con un clima semifrío subhúmedo con lluvias en verano, de mayor humedad.

## Demografía
En 2020 registró una población de 503 personas, lo que corresponde al 3.09 % de la población municipal. De los cuales 249 son hombres y 254 son mujeres. Tiene 128 viviendas particulares habitadas.
| Gráfica de evolución demográfica de El Guajolote entre 1900 y 2020                           |
|                                                                                              |
| Población de los censos y conteos del Instituto Nacional de Estadística y Geografía (INEGI). |

## Economía
La localidad tiene un grado de marginación alto y un grado de rezago social bajo.